# Newark-on-Trent
Newark-on-Trent (również Newark) – miasto i civil parish w Anglii, w regionie East Midlands, w hrabstwie Nottinghamshire, w dystrykcie Newark and Sherwood, położone nad rzeką Trent. Przez miasto przepływa także rzeka Devon, która wpada tu do Trentu. W 2011 civil parish liczyła 27 700 mieszkańców.
Miasto Newark w stanie New Jersey zostało nazwane przez pielgrzymów, którzy przybyli do Ameryki z Newark.

## Historia

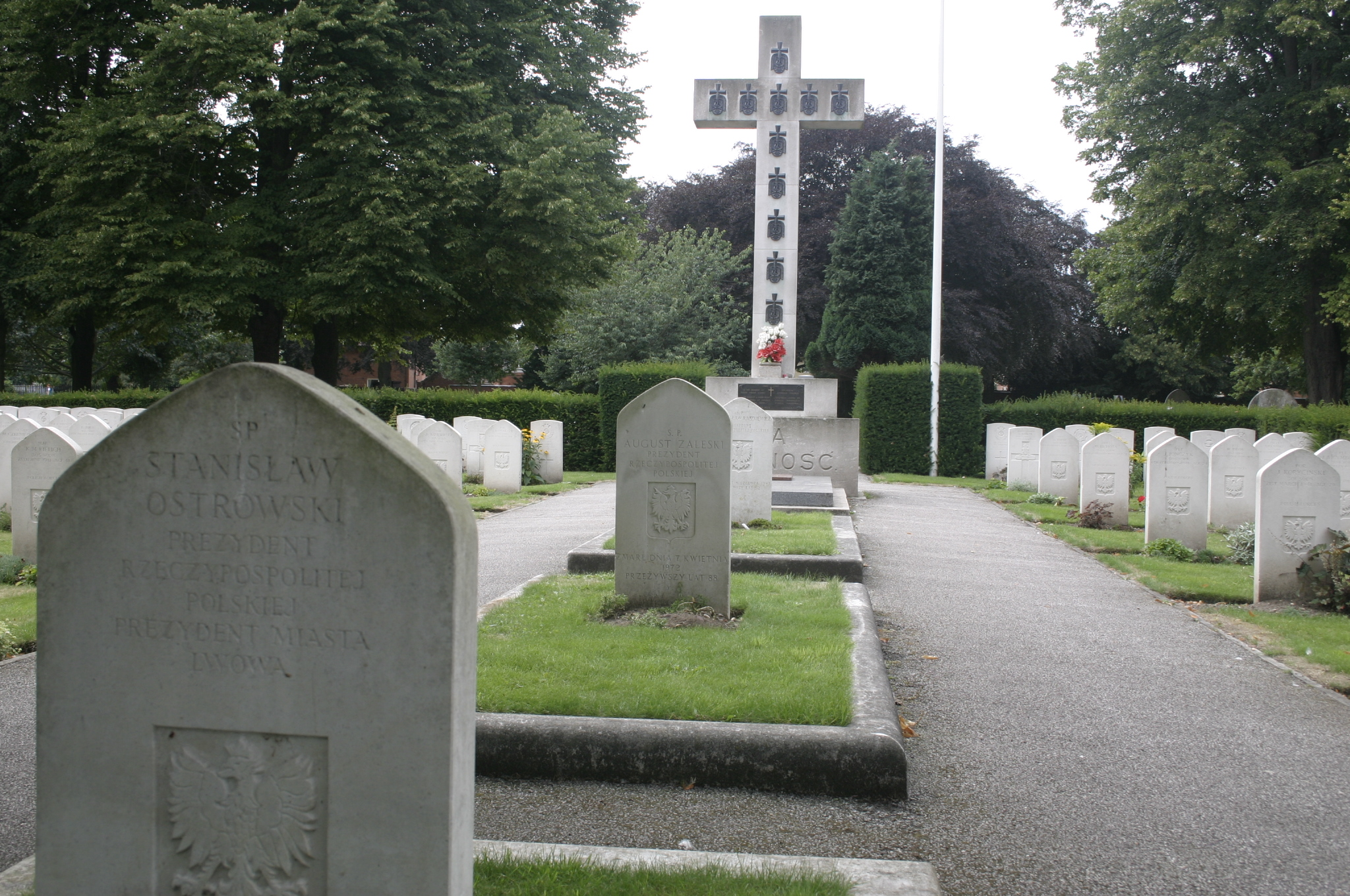
Cmentarz w Newark-on-Trent - groby prezydentów Polski na uchodźstwie

Newark położony jest na skrzyżowaniu rzymskiego traktu Fosse Way i średniowiecznego szlaku Great North Road (obecnie droga krajowa A1). Miasto wspomniane zostało w Domesday Book (1086) jako Newerc(h)e. Pierwotnie miasto rozwinęło się dookoła istniejącego tu zamku Newark Castle (obecnie w ruinie) oraz rynku. Na początku było to centrum handlu wełną i tkaninami, w epoce wiktoriańskiej rozwinął się tu przemysł, m.in. metalowy, cukrowniczy i browarnictwo. Newark był głównym obozem rojalistów podczas angielskiej wojny domowej, który poddał się dopiero z rozkazu króla Karola I.
W okresie II wojny światowej w znajdujących się w okolicach bazach lotniczych Royal Air Force, stacjonowały polskie jednostki bombowe, zaś poległych, zabitych w wypadkach i zmarłych lotników z tychże jednostek chowano na cmentarzu w Newark. Obecnie jest to największy cmentarz polskich lotników, na którym są też groby Władysława Sikorskiego (w 1993 roku jego ciało przeniesiono na Wawel) oraz Władysława Raczkiewicza i innych prezydentów Polski na uchodźstwie.
W Newark mieści się muzeum lotnictwa (Newark Air Museum).

## Współpraca
- Emmendingen, Niemcy
- Saint-Cyr-sur-Loire, Francja
- Sandomierz, Polska (od 2007)